# Ann-Kristin Moback
Ann-Kristin Marie Moback, född 1947, är en svensk författare.
Hon är i grunden lärare och har forskat inom tal-,läs- och skrivsvårigheter, samt tagit en fil.kand-examen inom specialpedagogik. Tillsammans med författaren Christina Gustavson skrev hon boken "Lär alla barn läsa", som utgavs 2016 på Joelsgården Förlag. 2020 debuterade hon som deckarförfattare, med boken "Mord och hett kaffe", som utgavs av Joelsgården Förlag som pappersbok och som ljudbok av Saga Egmont förlag. Boken är inspirerad av Sundby sjukhus i Strängnäs och utgör första delen i serien Sundbyfallen. AK Moback har tidigare medverkat i novellantologin "Debut i död", som gavs ut 2010 av Axplock Förlag.